# Kanton Maubeuge-Sud
Kanton Maubeuge-Sud (francouzsky Canton de Maubeuge-Sud) je francouzský kanton v departementu Nord v regionu Nord-Pas-de-Calais. Tvoří ho 13 obcí.

## Obce kantonu
- Boussois
- Cerfontaine
- Colleret
- Damousies
- Ferrière-la-Grande
- Ferrière-la-Petite
- Louvroil
- Maubeuge (jižní část)
- Obrechies
- Quiévelon
- Recquignies
- Rousies
- Wattignies-la-Victoire